# Paradigmă (lingvistică)
În lingvistica tradițională, o paradigmă este un ansamblu de forme pe care le ia un morfem lexical combinat cu afixele pe care le poate primi. În lingvistica modernă, această definiție este extinsă la ansamblul entităților de limbă ce pot fi înlocuite una cu alta în cadrul unei anumite unități lingvistice.

## În lingvistica tradițională
În sensul cel mai comun, o paradigmă este un ansamblu de forme declinate ale părților de vorbire nominale (determinant, substantiv, adjectiv, numeral, pronume), sau de forme conjugate ale verbelor.
O paradigmă poate fi mai restrânsă sau mai extinsă. Se poate vorbi, de exemplu, de paradigma unui anumit verb la o anumită formă temporală, de paradigma sa la un anumit mod, inclusiv dacă la acesta există mai multe timpuri, sau de paradigma care cuprinde toate formele sale posibile. De asemenea, se poate vorbi de paradigma cazurilor gramaticale ale unui cuvânt parte de vorbire nominală. Tot o paradigmă este și cea formată de toate cuvintele care pot primi aceleași afixe. Sistemul afixelor ce aparțin unei anumite părți de vorbire poate fi de asemenea numită paradigmă, astfel putându-se vorbi, bunăoară, de paradigmă substantivală, sau se poate spune că o anumită formă cazuală face parte din paradigma substantivală.
Din punctul de vedere al regularității, paradigma unui cuvânt poate fi:
- completă și regulată, adică acel cuvânt poate primi toate afixele pe care le primesc celelalte cuvinte din aceeași clasă, iar rădăcina sa nu este afectată de schimbări, în afară de eventuale alternanțe fonetice, și ele regulate: fr  aimer „a iubi”[5], répéter „a repeta” (cu alternanța é [e] / è [ɛ], cea din urmă vocală fiind prezentă, printre altele, în forma il/elle répète „el/ea repetă”[6];
- completă, dar cu neregularități, adică la unele forme, rădăcina suferă schimbări mai importante decât alternanțele fonetice: hu  megyek „(eu) merg”, mész „mergi”, ment „mergea”;
- completă, dar cu rădăcini diferite, cuvintele respective fiind numite forme supletive, precum ro  sunt și ești ale verbului a fi[7];
- incompletă, cuvântul fiind defectiv, adică sensul său lexical nu-i permite să aibă o anumită formă, de exemplu ro  aur, care nu are formă de plural[8], sau a putea care nu are forme de imperativ[9].

## În lingvistica modernă
Pentru lingvistica modernă, sistemele precum declinarea și conjugarea sunt cazuri particulare de raporturi numite de lingvistul Ferdinand de Saussure „asociative”. O serie de entități lingvistice se află în asemenea raporturi, numite și paradigmatice, adică aparțin aceleiași paradigme, dacă se pot înlocui una pe alta în același cadru tipic (morfem, sintagmă, propoziție, frază).
Paradigma are caracter virtual, adică există în afara procesului vorbirii, în conștiința, în memoria individului. Entitățile care o compun pot fi reprezentate ca fiind ordonate pe o axă verticală. De exemplu, cuvântul fr  enseignement „învățământ” are raporturi asociative ca cele de mai jos, fiecare coloană formând câte o paradigmă din puncte de vedere diferite:
| Rădăcină comună                  | Sens comun               | Sufix comun            | Sonoritate finală comună |
| -------------------------------- | ------------------------ | ---------------------- | ------------------------ |
| enseigner „a învăța (pe cineva)” | instruction „instruire”  | armement „armare”      | justement „tocmai”       |
| enseignons „învățăm (pe cineva)” | apprentissage „ucenicie” | changement „schimbare” | clément „clement”        |
| etc.                             | etc.                     | etc.                   | etc.                     |

Raportul paradigmatic se opune raportului sintagmatic. Cel din urmă se creează prin interconectarea cuvintelor, se bazează pe caracterul linear al limbii, deci poate fi reprezentat pe o axă orizontală. La raportul sintagmatic poate lua parte în același timp numai o singură entitate dintr-o paradigmă.
Apartenența la aceeași paradigmă poate fi stabilită printr-un test de înlocuire. De exemplu, consoanele inițiale ale cuvintelor en  beer „bere”, deer „cerb” și peer „a scruta” fac parte din aceeași paradigmă, putând fi înocuite una cu alta pe axa orizontală formată din secvența de sunete consoană + [ɪə(ɹ)]. Acest test are importanță în fonologie, servind la stabilirea faptului dacă un sunet al limbii este fonem sau nu. De exemplu, din cuvintele citate se poate stabili că în limba engleză /b/, /d/ și /p/ sunt foneme, dat fiind că se opun una alteia formând cuvinte al căror sens lexical îl diferențiază numai ele. De asemenea, cuvintele today „azi” și tomorow „mâine” aparțin aceleiași paradigme, putându-se substitui unul pe altul în propoziția She will arrive today/tomorrow „Ea va sosi azi/mâine”.